# Niko Bespalla
Niko Bespalla (né en 1938 à Durrës en Albanie) est un footballeur albanais d'origine russe, qui évoluait au poste d'attaquant.
Son fils, Justin, est également footballeur.

## Biographie

### Jeunesse et formation
Bespalla est né à Durrës d'une famille russe arrivée en Albanie d'abord à Tirana dans les années 1920.
Son père, Spiridon Bespalov, épouse sa mère Varvara à Podgorica, puis fait changer leur nom en Bespalla.
Niko grandit donc à Durrës avec ses parents et ses deux sœurs, et commence à jouer au football avec l'équipe des jeunes de sa ville, le KS Teuta Durrës.
Il est capitaine de son équipe des moins de 19 ans avant d'être ensuite promu avec les seniors par l'entraîneur Adem Karapici à l'âge de 19 ans.

### Après-carrière
Il joue au football jusqu'en 1967, année où il finit persécuté par le régime communiste albanais (son seul fils survivant, Justin Bespalla, deviendra également à son tour joueur de football).

## Palmarès
| Teuta Durrës - Coupe d'Albanie : - Finaliste : 1957. |  | Partizan Tirana - Championnat d'Albanie (3) : - Champion : 1958, 1959 et 1964. - Vice-champion : 1960. - Coupe d'Albanie (2) : - Vainqueur : 1958 et 1964. |  | Dinamo Tirana - Championnat d'Albanie : - Vice-champion : 1961. |